# Mike Mareen
Mike Mareen (született Uwe-Michael Wischhoff; Nyugat-Berlin, Nyugat-Németország, 1949. november 9. –) német énekes, zenész és zeneszerző. Lüneburgban nőtt fel. Első zenei sikere "Cemetery Institution" nevű zenekara volt, akik a hamburgi Star Club-ban léptek föl. Mareen később tengerésznek állt, így jutott el New Yorkba, ahol számos amerikai együttessel játszott együtt. Európába visszatérve Mareen italo disco slágerek producere lett. Az 1980-as években jelentős sikere volt, számos német és kelet-európai televíziós műsorban is feltűnt. Legnagyobb slágerei a  
Dancing In The Dark (1985) és a Love Spy (1986). Agent of Liberty című szerzeménye szerepelt az 1988-as Shahenshah című film bárjelenetében.

## Diszkográfia

### Albumok
- 1979 - Mike Mareen 70's
- 1985 - Dance Control
- 1986 - Love Spy
- 1987 - Let's Start Now
- 1988 - Synthesizer Control
- 2000 - TV Talk 2000
- 2004 - Darkness & Light

### Válogatásalbumok
- 1998 - The Best of Mike Mareen